# 슈프레히콜
슈프레히콜(독일어: Sprechchor)은 연극의 한 양식을 가리키는 용어로, 독일어의 '말하다(독일어: sprechen)'와 '합창(독일어: Chor)'에 해당하는 단어를 합성해 만들어진 단어이다.

## 개요
시의 낭독과 합창, 연극을 하나로 통합한 '시합창낭독극'  형식의 예술 형식이다. 합창단 및 배우가 출연하여 시적인 응축된 대사에 일정한 억양 또는 음정을 넣어 낭독하듯이 공연하며, 간단한 몸짓이 수반되기도 한다. 파업이나 쟁의, 집회, 시위 현장에서 투쟁 의지를 높이기 위해 구연되는 것이 일반적이다.
제1차 세계대전 후 독일에서 좌익 계열 연극운동이 전개되면서 발생하였고, 구스타프 폰 방엔하임의 〈노동의 합창(독일어: Chor der Arbeit)〉이 이 양식으로 창작, 공연되면서 본격화되었다.

## 한국의 슈프레히콜
1931년 일본에 소개된 뒤, 일본의 동지사에서 프롤레타리아 연극 운동을 벌이고 있던 신고송에 의해 한국에도 알려졌다. 신고송은 1932년 슈프레히콜의 개념과 연출 방법을 소개하며 선전선동극으로서의 역할에 주목하였고, 이후 귀국하여 극단 메가폰을 창단한 뒤 슈프레히콜인 〈메가폰 슈프레히콜〉을 직접 상연하기도 했다. 일본과 한국에서의 슈프레히콜은 집회에서 비교적 짧은 길이로 공연되어 연극적인 요소가 적은 편이며, 반복적인 구호의 외침이 주조를 이루고 있다.
한국에서 창작된 것으로 대본이 확인된 슈프레히콜에는 이 장르에 많은 관심을 보인 박세영의 〈황포강반〉(1932), 〈교(橋)〉(1935), 카프의 백철이 1933년 창작한 3편의 슈프레히콜인 〈국민당 제26로군〉, 〈재건에〉, 〈수도를 걷는 무리〉, 처음 슈프레히콜을 소개한 신고송이 광복 후 해방의 환희를 담아 발표한 〈철쇄는 끊어졌다〉(1945)가 있다.
일제강점기의 인기 신파극인 《사랑에 속고 돈에 울고》의 극작가 임선규는 친일 전력 때문에 광복 후 절필 상태로 지내다가 1946년 남조선로동당 창당대회장에서 슈프레히콜 〈긴급동의〉를 발표한 것을 계기로 좌익 연극계에 가담하여 결국 월북하기도 했다.